# Cariben (volk)

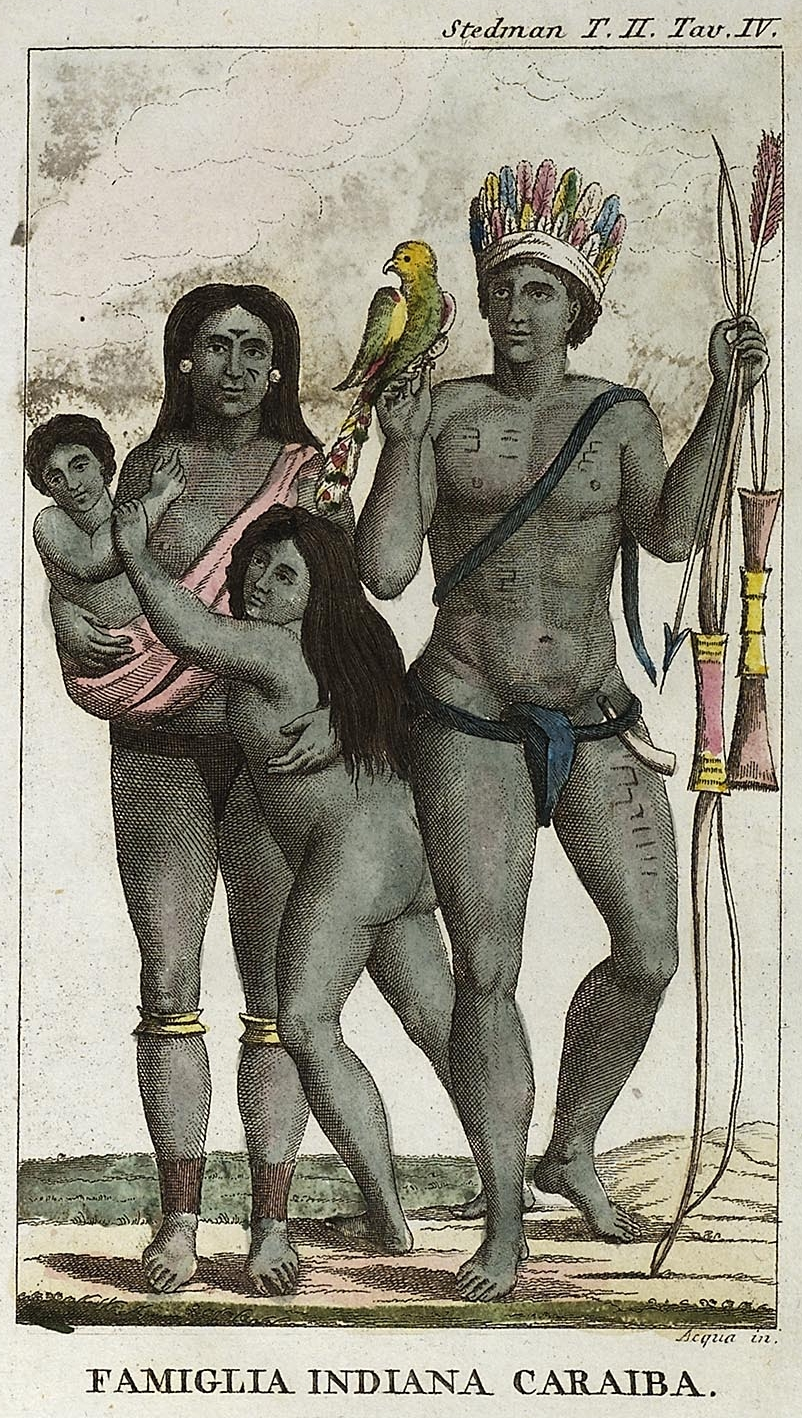
Caribs gezin

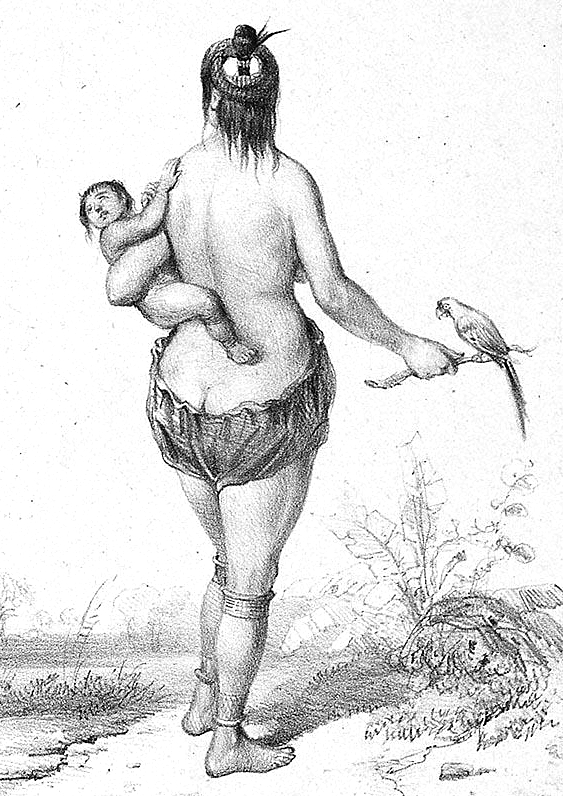
Carib-vrouwen droegen een soort katoenen broek

De Cariben (ook wel Eilandcariben) is de benaming voor de oorspronkelijke bewoners van de Kleine Antillen. Naar hen is ook de hele regio en de Caribische Zee genoemd; zij noemden zichzelf echter Kalinago (mannelijk) en Kallipuna (vrouwelijk). Zij spraken Kalhíphona, een Arawaktaal, hoewel de mannen óf een Caribische taal spraken óf pidgin. In de zuidelijke Cariben leefden zij met de Galibi, die echter in afzonderlijke dorpen leefden. De Galibi zijn, zo wordt aangenomen, de Cariben van het vasteland. In het verleden bewoonden de Cariben een groot deel van de oostelijke Antillen; in 2020-2022 zijn er op de eilanden Dominica, Saint Vincent, Trinidad en Tobago nog Cariben over en verder leven de verwante Karaïben in Venezuela, Guyana, Suriname, Frans Guyana en Brazilië .

## Geschiedenis
De Cariben zijn, waarschijnlijk vanuit de Orinocoregenwouden in Venezuela, naar de Caribische eilanden getrokken. De eeuw vóór de aankomst van Christoffel Columbus hebben zij zich gevestigd op de Kleine Antillen, waar de Igneri woonden. Volgens de legende zouden de Cariben alle Igneri-mannen hebben gedood en opgegeten en namen ze de Igneri-vrouwen tot hun eigen vrouwen. Antropologen zijn verdeeld over deze kwestie: sommigen zien het als waarheidsgetrouw, andere zien het als een mythe.
De eilandbewoners deden ook aan ruilhandel met de oostelijke Taíno, afkomstig van de Maagdeneilanden en Puerto Rico. Het goud dat Columbus vond bij de Taíno zou van oorsprong van de Cariben afkomstig zijn. De Cariben waren goede scheepslui en scheepsbouwers, en bovendien bedreven in de oorlogskunst.
Tijdens de grote kolonisatiedrift werden de meeste Cariben echter verjaagd en gedood door de Europeanen. Sommige Cariben echter slaagden erin hun eilanden te behouden, waaronder de eilanden Dominica, Saint Vincent, Saint Lucia en mogelijk ook Trinidad. De Zwarte Cariben (Garifuna) van Saint Vincent vermengden zich met Marrons. Zij werden in 1795 gedeporteerd naar Roatán, bij Honduras, waar hun nakomelingen vandaag de dag nog steeds leven.
De Britten zagen de "Gele Cariben" als minder gevaarlijk en stonden hen toe om op St. Vincent te blijven. Het verzet van de Cariben zorgde ervoor dat Dominica moeilijk veroverd werd door Europeanen en de gemeenschappen een autonomie behielden tot ver in de 19e eeuw. Het aantal Cariben in Dominica bedraagt heden ten dage rond 3000; er zijn ook nog enkele honderden Cariben in Trinidad. In 1903 werd het Kalinago-territorium opgericht in Dominica als reservaat.